# 6220 Stepanmakarov
6220 Stepanmakarov eller 1978 SN7 är en asteroid i huvudbältet som upptäcktes den 26 september 1978 av den sovjetisk-ryska astronomen Ljudmila Zjuravljova vid Krims astrofysiska observatorium på Krim. Den är uppkallad efter den ryske konteramiral, militärstrateg, polarforskare och oceanografen Stepan Makarov.
Asteroiden har en diameter på ungefär 11 kilometer och den tillhör asteroidgruppen Eos.